# Mohamed Mbougar Sarr
Mohamed Mbougar Sarr (Dakar, 1990) é escritor do Senegal.

## Biografia
O seu pai é médico e passou a sua infância com uma família numerosa em Diourbel. 
Estudou no pritaneu militar de Saint-Louis e mais tarde na França no  Lycée Pierre-d'Ailly de Compiègne en na École des hautes études en sciences sociales (EHESS).

## Prêmios
- Prix Stéphane-Hessel, 2014
- Prix Ahmadou-Kourouma, 2015
- Grand prix du roman métis, 2015[2]
- Prémio Goncourt, 2021[3]

## Obras
- 2014 : La Cale
- 2015 : Terre ceinte
- 2021 : La plus secrète mémoire des hommes